# Trine Tangeraas
Trine Tangeraas (* 26. Februar 1971 in Kristiansand) ist eine ehemalige norwegische Fußballspielerin, die von 1993 bis 1996 19 Mal für die A-Nationalmannschaft spielte und 1996 die olympische Bronzemedaille gewann.

## Karriere

### Vereine
Tangeraas kam im Seniorinnenbereich zuletzt in den Spielzeiten 1993 und 1994 in der 1. Divisjon, der seinerzeit – und letztmalig unter diesem Namen – höchsten Spielklasse im norwegischen Frauenfußball für den FK Donn zu Punktspielen und -toren. Ihr erstes erzielte sie am 23. Mai 1993 (5. Spieltag) beim 2:2-Unentschieden im Auswärtsspiel gegen den Trondheims-Ørn SK mit dem Treffer zur 2:1-Führung in der 35. Minute. Ihr letztes Tor gelang ihr am 21. August 1994 (13. Spieltag) bei der 3:4-Niederlage im Heimspiel gegen den IL Sandviken mit dem Treffer zum Endstand in der 86. Minute.
Zu diesem Verein wechselte sie zur Spielzeit 1995 in die – nunmehr Eliteserien genannte – höchste Spielklasse und gehörte diesen bis Ende der Spielzeit 1998 an. Den einzigen Titel, den nationalen Vereinspokal, gewann sie mit ihrer Mannschaft am 28. Oktober 1995 beim 3:2-Sieg n. V. gegen den Trondheims-Ørn SK.

### Nationalmannschaft
Für die Nationalmannschaft kam Tangeraas in vier Jahren in 19 Länderspielen zum Einsatz. Ihr Debüt erfolgte am 1. Juni 1993 in Borås bei der 2:4-Niederlage im Freundschaftsspiel gegen die Nationalmannschaft Schwedens. Ihr zweites Länderspiel war das erste Spiel der EM-Qualifikationsgruppe 1 beim 6:1-Sieg über die Nationalmannschaft Tschechiens in Gvarv. Als Nächstes kam sie am 25. September 1993 in Råde gegen die Nationalmannschaft Deutschlands zum Einsatz; das in Freundschaft ausgetragene Länderspiel wurde mit 1:3 verloren, in dem sie mit dem einzigen Tor ihrer Mannschaft auch ihr erstes von insgesamt vier Länderspieltoren erzielte. Am 16. Oktober 1993 erlebte sie den 8:0-Sieg über die Nationalmannschaft Ungarns im dritten Spiel der EM-Qualifikationsgruppe 1 spielerisch in Bergen mit. Im Spieljahr 1994 kam sie in acht Länderspielen zum Einsatz, darunter in allen drei Spielen im Turnier um den Algarve-Cup. Im Finale, das am 20. März 1994 in Faro mit 1:0 gegen den amtierenden Weltmeister aus den Vereinigten Staaten gewonnen wurde, kam sie als Einwechselspielerin für Kristin Sandberg in der 60. Minute ins Spiel. Des Weiteren kam sie in einem weiteren Freundschaftsspiel (5:2 vs. Dänemark; am 4. Mai in Brøndby) und EM-Qualifikationsspiel (4:0 vs. Ungarn; am 4. Juni in Budapest) sowie in zwei Spielen im Turnier um den Chiquita Cup (3:6 vs. Deutschland; am 2. August in Oakford, 1:4 vs. Vereinigte Staaten; am 7. August in Worcester) zum Einsatz. Ihr letztes Länderspiel im Jahr 1994 bestritt sie am 24. September in Prag beim 9:0-Sieg über die Nationalmannschaft Tschechiens im letzten Spiel der EM-Qualifikationsgruppe 1. Ihr letztes Spieljahr begann mit dem dritten (bis fünften) Spiel der EM-Qualifikationsgruppe 1 für die Europameisterschaft 1997 in ihrem Land und Schweden. Mit ihrer Mannschaft nahm sie am olympischen Fußballturnier 1996 teil und wurde im zweiten und dritten Spiel der Gruppe F sowie am 28. Juli bei der 1:2-Halbfinalniederlage gegen die US-amerikanische Nationalmannschaft eingesetzt, die das Spiel in Athens nach der seinerzeitigen Regel mit dem Golden Goal für sich entschied. Ihre Länderspielkarriere endete am 1. August 1996 im selben Spielort mit dem Gewinn der Bronzemedaille, die mit dem 2:0-Sieg im Spiel um Platz 3 gegen die Nationalmannschaft Brasiliens errungen wurde.

## Erfolge
Nationalmannschaft
- Olympische Bronzemedaille 1996
- Algarve-Cup-Sieger 1994

IL Sandviken
- Norwegischer Pokal-Sieger 1995

FK Donn
- Norwegischer Pokal-Finalist 1994